# Insheim

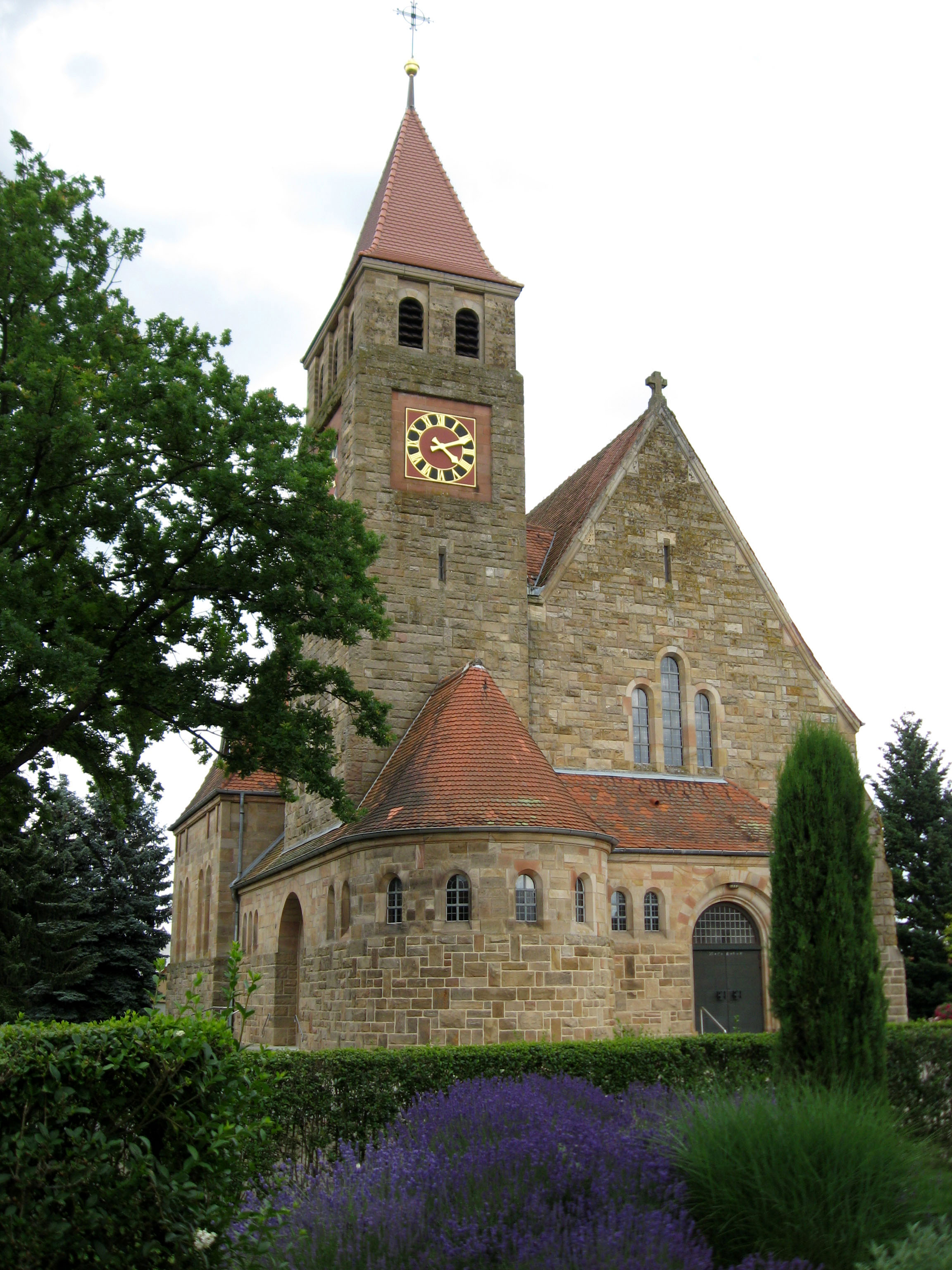
Insheim kath. Kirche

Insheim (pfälz. Isem) ist eine Ortsgemeinde im Landkreis Südliche Weinstraße in Rheinland-Pfalz. Sie gehört der Verbandsgemeinde Herxheim an.

## Geographie
Insheim liegt in der Südpfalz. Nachbargemeinden sind – im Uhrzeigersinn – Landau in der Pfalz, Herxheim bei Landau/Pfalz, Erlenbach bei Kandel, Steinweiler, Rohrbach (Pfalz) und Impflingen.

## Geschichte
Bei Baggerarbeiten für eine Baustraße im Baugebiet Ober den Baumgärten kamen am 24. April 2012 zwei menschliche Skelette zum Vorschein. Bei der Besichtigung der Fundstelle wurden insgesamt zehn Gräber festgestellt. Da es sich, der Knochenstruktur zufolge, um sehr alte Knochen handeln dürfte, wurde die Generaldirektion Kulturelles Erbe, Speyer unterrichtet, dessen verantwortlicher Grabungsleiter vor Ort feststellte, dass gerade ein frühmittelalterliches Gräberfeld aus dem 7. Jahrhundert entdeckt worden war. Bereits zuvor hatten Ausgrabungen, die zwischen den Jahren 2000 und 2002 durchgeführt wurden, eine Besiedelung in der Gemarkung Insheim bereits vor der ersten urkundlichen Erwähnung bestätigt.
Diese erfolgte im Jahr 782 durch eine Ackerschenkung an das Kloster Lorsch. Dort ist von Ansilheim die Rede, was so viel bedeutet wie „Ansiedlung“. Eines der ältesten befestigten Häuser war das Zehnthaus (zurzeit in Privatbesitz). Später im 13. Jahrhundert war der Ort im Besitz des Klosters Klingenmünster.
Nach dem Friedensschluss von Luneville am 9. Februar 1801 zwischen Frankreich und Österreich wurde der Ort Frankreich zugeschlagen. Erst 1816 kommt es dann zum Königreich Bayern.

### Einwohnerentwicklung
(Stand: 31. Dezember 2019)
Die Bevölkerung verteilt sich wie folgt:
| Kriterium             | Einwohneranzahl |
| --------------------- | --------------- |
| Gesamte Einwohnerzahl | 2.219           |
| Männlich              | 1082            |
| Weiblich              | 1137            |

### Bodennutzung
| Kriterium                     | Prozent der gesamten Fläche |
| ----------------------------- | --------------------------- |
| Gesamte Fläche                | 100 %                       |
| Landwirtschaftlichsfläche     | 60,7 %                      |
| Waldfläche                    | 20,1 %                      |
| Wasserfläche                  | 0,6 %                       |
| Siedlungs- und Verkehrsfläche | 18,6 %                      |

## Politik

### Gemeinderat
Der Gemeinderat in Insheim besteht aus 16 Ratsmitgliedern, die bei der Kommunalwahl am 9. Juni 2024 in einer personalisierten Verhältniswahl gewählt wurden, und der ehrenamtlichen Ortsbürgermeisterin als Vorsitzender.
Die Sitzverteilung im Gemeinderat:
| Wahl | SPD | CDU | Grüne | FWG | Gesamt   |
| ---- | --- | --- | ----- | --- | -------- |
| 2024 | 3   | 3   | 2     | 8   | 16 Sitze |
| 2019 | 3   | 4   | 3     | 6   | 16 Sitze |
| 2014 | 3   | 6   | 2     | 5   | 16 Sitze |
| 2009 | 3   | 6   | 2     | 5   | 16 Sitze |
| 2004 | 3   | 6   | 1     | 6   | 16 Sitze |

### Bürgermeister
Tanja Treiling (FWG) wurde am 11. September 2024 Ortsbürgermeisterin von Insheim. Bei der Direktwahl am 9. Juni 2024 war sie als einzige Bewerberin mit einem Stimmenanteil von 80,4 % für fünf Jahre gewählt worden.
Treilings Vorgänger Martin Baumstark (CDU) hatte das Amt 2014 übernommen und kandidierte bei der Wahl 2024 nicht erneut. Vor Baumstark hatte Max Bergdoll das Amt 40 Jahre ausgeübt.

### Wappen
Die Bedeutung des Insheimer Wappens ist ungeklärt. Eine mögliche Deutung durch Historiker ist nicht die Symbolisierung eines Sterns, sondern eines Wagenrades. Dieses symbolisiert in der Heraldik den Handel, der in Insheim dank der günstigen Lage stark ausgeprägt war.

## Sehenswürdigkeiten und Kultur

### Bauwerke

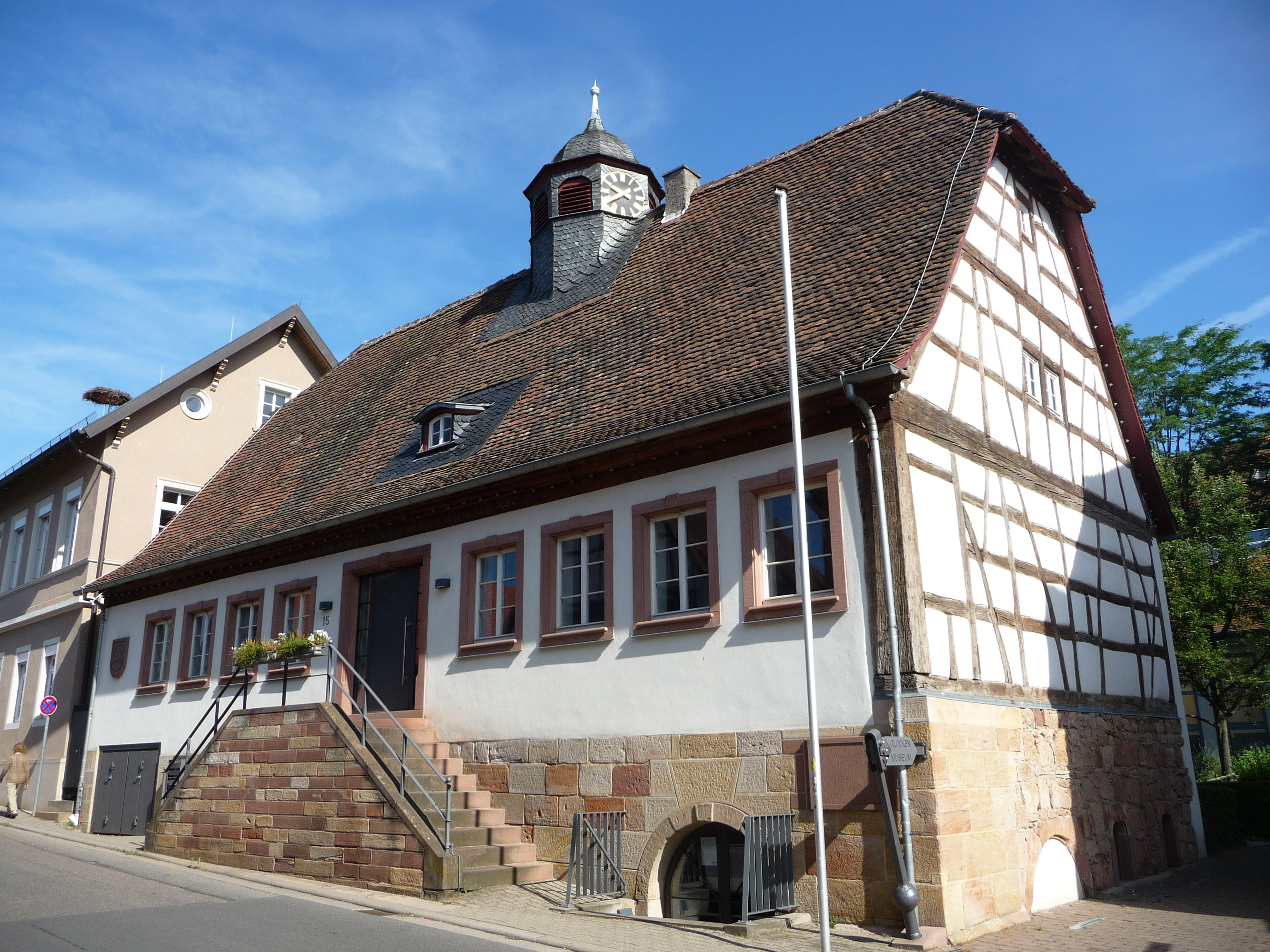
Rathaus Insheim

- Zeppelinplatz mit Zeppelinbrunnen – Der Platz wurde im Jahr 2000 errichtet. Vorher diente das bis dahin unbebauten Grundstück als Abstellfläche. Heute ist der Zeppelinplatz Festplatz für die Veranstaltungen im Dorf, wie beispielsweise der Weihnachtsmarkt. Der Platz wurde zudem von der Bevölkerung als Kommunikationstreff angenommen.
- Rathaus – Das Insheimer Rathaus wurde 2003–2005 renoviert und beherbergt nun neben Ratssaal und Bürgermeisterbüro auch einen Multi-Raum, der für Gesellschaften bis zu 30 Personen gebucht werden kann. Auch das Dachgeschoss und der denkmalgeschützte Dachboden mit der Insheimer Glocke wurde instand gesetzt.
- Kirchen – Die großzügig ausgestatteten Kirchen liegen im Ortskern. Der Kirchhof mit Gräbern aus dem frühen 19. Jahrhundert befindet sich bei der evangelischen Kirche. Auf dem Gelände der katholischen Kirche befindet sich das etwa 50 Personen fassende Gemeindeheim.

Siehe auch: Liste der Kulturdenkmäler in Insheim

### Naturdenkmäler
- Insheimer Wald – Der Insheimer Wald, bestehend aus 80 Hektar Mischwald, war bis 2000 noch der Schauplatz des alljährlichen Maifests, damals noch vom örtlichen Pfälzerwaldverein veranstaltet. Seit der Fertigstellung des Zeppelinplatzes wird dies dort unter der Leitung des Kulturvereins vollzogen.
- Fischweiher – Der Fischweiher, der sich im etwas abgelegenen Flurstück „Am Roten Graben“ befindet, besteht neben dem eigentlichen Fischweiher, also einem kleineren See, auch noch aus dem gleichnamigen angrenzenden Wald.

### Veranstaltungen
Der Kulturverein ist Träger mehrerer Aktivitäten:
- Faschingsumzug. Der Faschingsumzug, der in der Regel am Sonntag vor Rosenmontag durchgeführt wird, startet an der katholischen Kirche und endet am Sportplatz. Anschließend werden Preise für die besten bzw. einfallsreichsten Fastnachter verteilt. Mit einer Auszeichnungsfeier wird das närrische Treiben abgerundet.
- Weinfest. Das Weinfest Insheims ist, ebenso wie die Weingüter, bis weit über die Gemeindegrenzen hinaus bekannt. Neben einem Vergnügungsbetrieb stehen die Weingüter Besuchern offen.
- Weihnachtsmarkt auf dem Zeppelinplatz.

### Bildung und Erziehung
Eine katholische Kindertagesstätte und die Grundschule Insheim bilden die Bildungseinrichtungen.

### Sport- und Freizeitstätten
- Tennisplatz
- (Rasen-)Fußballplatz
- Abenteuerspielplatz
- Bolzplatz
- Spielplatz in der Gartenstraße
- Spielplatz in den Baumäckern
- Multifunktionsgelände
- Bouleplatz

## Wirtschaft und Infrastruktur

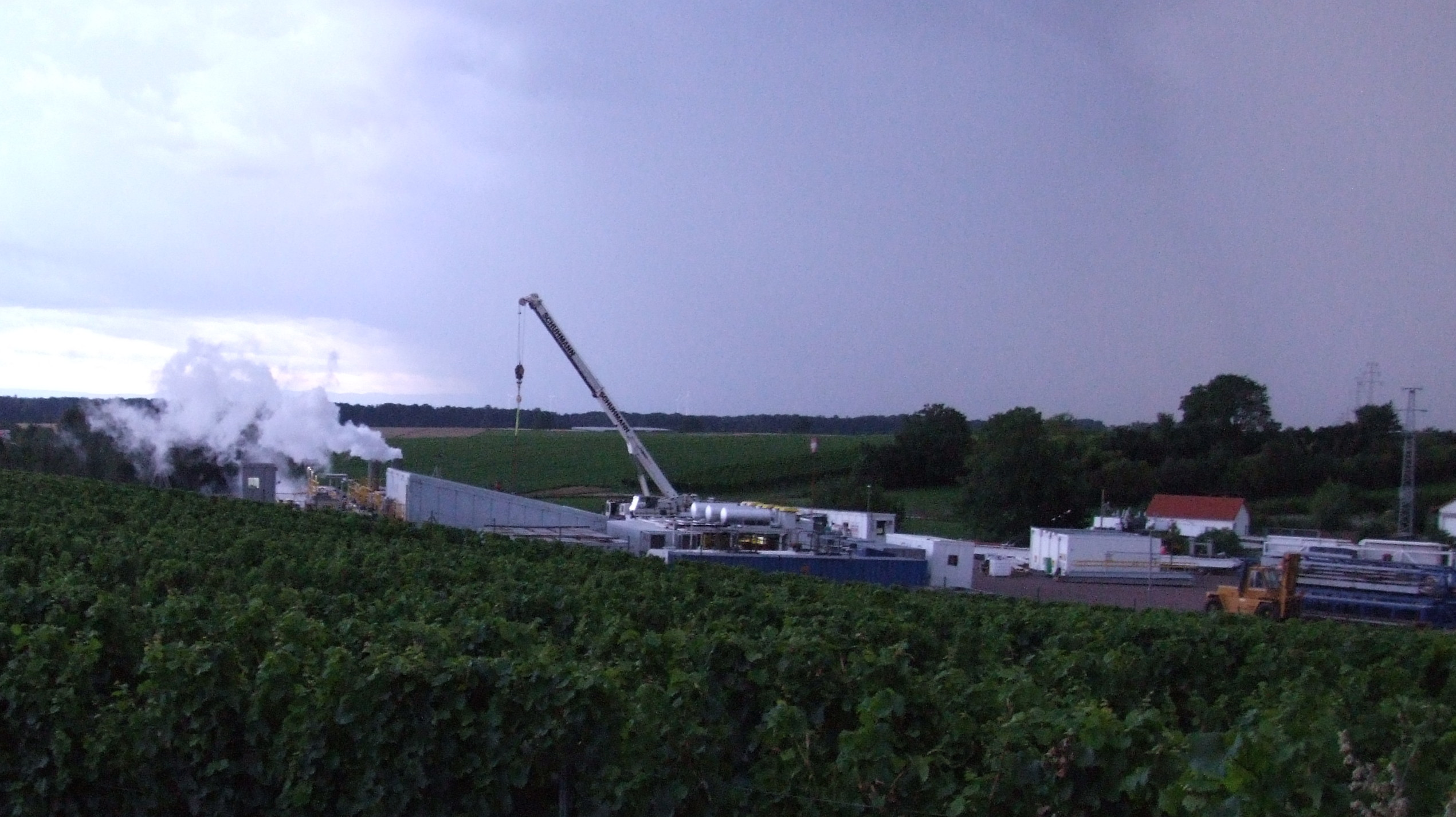
Geothermiebohrung in Insheim

### Wirtschaft
Die Insheimer Wirtschaft zeichnet sich vor allem durch die große Anzahl von Weingütern, aber auch durch Industrie aus. Vor Ort existiert die Einzellage Schäfergarten (209,3 ha) mit den Sublagen Im hinteren Kitzelgrund, Im Kreuz und In der Hölle. Alle Lagen gehören zur  Großlage Herrlich im Weinanbaugebiet Pfalz.
(Stand: 2003; dennoch aktuell)
| Kriterium                                                                 | Stück |
| ------------------------------------------------------------------------- | ----- |
| Landwirtschaftliche Betriebe                                              | 20    |
| Weingüter (Definition: Betriebe mit 0,3 ha und mehr bestockter Rebfläche) | 18    |

Seit Juni 2008 liefen Bohrungen für ein Geothermie-Projekt in Insheim. Das Geothermiekraftwerk Insheim sollte ursprünglich 2011 in Betrieb gehen. Nachdem die Kreisverwaltung Südliche Weinstraße Anfang 2012 die Genehmigung für den Bau des Kraftwerks erteilt hatte, wurde es von September 2011 bis Oktober 2012 fertiggestellt. Nach weiteren Vorbereitungsmaßnahmen wurde das Kraftwerk am 13. November 2012 in Betrieb genommen und soll 4,8 Megawatt leisten.

### Medizinische Versorgung
In Insheim gibt es zwei Arztpraxen, eine für Allgemeinmedizin und eine für Zahnmedizin.

### Verkehr
Die Gemeinde ist mit einer Buslinie nach Herxheim und einen Bahnhof an der Bahnstrecke Neustadt–Wissembourg, der die Gemeinde mit den Hauptbahnhöfen Landau in der Pfalz, Neustadt an der Weinstraße und Karlsruhe verbindet, an den Personennahverkehr angebunden.

## Ehrenbürger
- Max Bergdoll, Altbürgermeister[9]

## Sonstiges
- Der lokale Spitzname „Isemer Stecher“ kommt aus der Zeit vor dem Ersten Weltkrieg, als die Rivalität der Gemeinden untereinander noch groß war und nahezu jeder Ort einen solchen Spitznamen hatte. Einige haben die Zeit bis heute „überlebt“.